# Tsuyoshi Miyaichi
Tsuyoshi Miyaichi (宮市 剛 Miyaichi Tsuyoshi?, nacido el 1 de junio de 1995 en Nagoya, Aichi) es un futbolista japonés que se desempeña como delantero en el Grulla Morioka de la J3 League.

## Trayectoria

### Clubes
| Club                      | País  | Año         |
| ------------------------- | ----- | ----------- |
| Shonan Bellmare           | Japón | 2014 - 2018 |
| Mito HollyHock (cedido)   | Japón | 2015        |
| J. League sub-22 (cedido) | Japón | 2014 - 2015 |
| Gainare Tottori (cedido)  | Japón | 2016        |
| MIO Biwako Shiga (cedido) | Japón | 2017        |
| Grulla Morioka (cedido)   | Japón | 2018        |
| Grulla Morioka            | Japón | 2019 -      |

## Estadística de carrera

### J. League
| Club             | Año   | J. League | J. League | Copa J. League | Copa J. League | Total | Total |
| Club             | Año   | Part.     | Goles     | Part.          | Goles          | Part. | Goles |
| ---------------- | ----- | --------- | --------- | -------------- | -------------- | ----- | ----- |
| Shonan Bellmare  | 2014  | 4         | 0         | -              | -              | 4     | 0     |
| Mito HollyHock   | 2015  | 14        | 0         | -              | -              | 14    | 0     |
| J. League sub-22 | 2014  | 5         | 0         | -              | -              | 5     | 0     |
| J. League sub-22 | 2015  | 3         | 0         | -              | -              | 3     | 0     |
| Gainare Tottori  | 2016  | 17        | 1         | -              | -              | 17    | 1     |
| Shonan Bellmare  | 2017  | 0         | 0         | -              | -              | 0     | 0     |
| Total            | Total | 43        | 1         | 0              | 0              | 43    | 11    |